# MIPI DSI

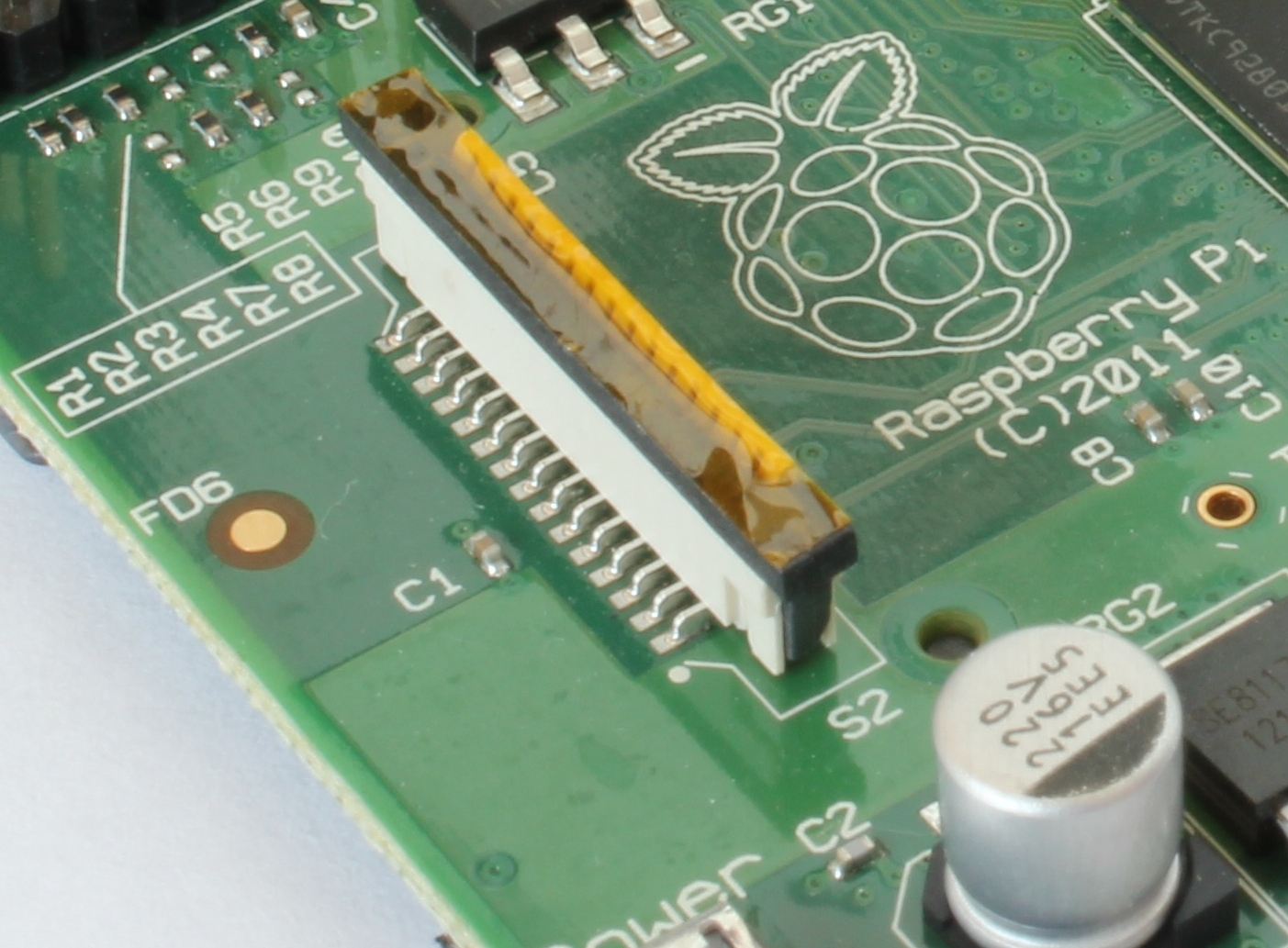
connecteur MIPI DSI

L'interface MIPI DSI (de anglais : Display Serial Interface, créée par le MiPi (anglais : Mobile Industry Processor Interface (Alliance), est une interface standardisé de type bus série et de protocole de communication entre un contrôleur d'affichage d'un système (généralement mobile) et un périphérique d'affichage (typiquement, écran à cristaux liquides) ou autre périphérique à destination des données d'affichage.